# Апостолы Павел и Варнава в Листре
«Апостолы Павел и Варнава в Листре» — картина фламандского художника Якоба Йорданса из собрания Государственного Эрмитажа.
Картина иллюстрирует новозаветный эпизод, описанный в Деяниях апостолов. Апостолы Павел и Варнава проповедовали в Листре, им встретился «некоторый муж, не владевший ногами». Апостол Павел взглянув на него воскликнул: «тебе говорю во имя Господа Иисуса Христа: стань на ноги твои прямо». Больной встал и смог ходить. Свидетели исцеления признали в апостолах богов Ермия (Меркурия) и Зевса и хотели даже принести им жертву. Но Павел и Варнава «услышавши о сём, разодрали свои одежды и, бросившись в народ, громогласно говорили: „Мужи! Что вы делаете? И мы — подобные вам человеки, и благовествуем вам, чтобы вы обратились от сих ложных к Богу живому…“ <…> И говоря сие, они едва убедили народ не приносить жертвы и идти каждому домой».
Картина написана около 1616 года; к ней существует подготовительный рисунок композиции, находящийся в частном собрании в Бельгии. Ранняя история её неизвестна. Предполагается что она была написана Йордансом не по заказу, а для свободной продажи. В середине XVIII века полотно принадлежало берлинскому торговцу И. Э. Гоцковскому и в его собрании считалась работой П. П. Рубенса.
В 1764 году картина за долги вместе со всей коллекцией Гоцковского была отдана им императрице Екатерине II, тем самым явившись одной из первых картин в собрании будущего Эрмитажа. При поступлении картина уже считалась работой Йорданса. Однако в 1860-х годах В. Боде приписал её ученику Рубенса Яну ван ден Хукке и начиная с 1895 года и вплоть по 1958 год картина значилась в каталогах Эрмитажа под этим именем. В 1967 году исследователь творчества Йорданса бельгийский искусствовед Р.-А. д’Юлст вновь назвал Йорданса автором картины, эта атрибуция была принята в Эрмитаже и начиная с каталога 1981 года картина значится бесспорной работой Йорданса. Кроме ошибочного указания автора долгое время считалось что картина происходит из дрезденского собрания Генриха фон Брюля, однако в 2016 году было выяснено что настоящим источником поступления картины в Эрмитаж является собрание Гоцковского, в эту пользу в том числе свидетельствуют и нанесённые белой краской в правом нижнем углу холста цифры 133 — под этим номером картина значилась в описи картин Гоцковского.
Выдвигалась версия, что картина написана Йордансом под впечатлением от перехода из католичества в кальвинизм. Однако Н. И. Грицай отвергает эту идею, мотивируя это тем, что в картине отсутствуют какие-либо намеки на симпатию к кальвинизму. Она же указывает, что подобный сюжет был широко распространён не только среди протестантских художников, но и в католическом искусстве тоже, и в этой связи упоминает серию шпалер, изготовленных в Брюсселе по заказу папы Льва X для Сикстинской капеллы по картонам Рафаэля, среди которых имелась шпалера и на этот сюжет.
Сам Йорданс неоднократно использовал этот сюжет в своём творчестве. Эрмитажная картина является самым ранним его воплощением. Она написана под несомненным влиянием Рубенса и не случайно в собрании Гоцковского она была приписана самому Рубенсу, а впоследствии долгое время считалась работой его ученика. Н. И. Грицай в этой связи отмечает:

Подобно многим ранним работам Йорданса, данное полотно несёт на себе явный отпечаток влияния Рубенса, наиболее сильно ощущаемый в трактовке атлетических фигур переднего плана. Здесь в изображении нагого тела проявилось владение молодым живописцем некоторыми стилистическими приёмами Рубенса, прежде всего теми, которые позволяют осязательно передавать выпуклые, упругие объёмные формы и создавать ощущение могучей жизненной энергии, словно исходящей изнутри.

Картина выставляется в зале 248 Нового Эрмитажа.